# ادوارد کنوی
ادوارد جیمز کنوی (به انگلیسی: Edward James Kenway) یک شخصیت خیالی در مجموعه بازی‌های ویدئویی اساسینز کرید از شرکت یوبی‌سافت است. او به‌عنوان شخصیت اصلی بازی ویدیویی اساسینز کرید ۴: پرچم سیاه و رمان آن با نام پرچم سیاه ظاهر شد.